# نگری سمبیلان
نگری سمبیلان یکی از ۱۳ ایالت کشور مالزی است. مرکز این استان، شهر سرمبان (Seremban) است که به بسیاری از مناطق دیدنی و مکان‌های تاریخی آن دسترسی دارد.

## جغرافیا
استان نگری سمبیلان در غرب مالزی پنینسولار و در ۵۰ کیلومتری جنوب کوآلالامپور واقع شده و اسم خود را از زمانی می‌گیرد که شامل ۹ منطقه بوده‌است (سمبیلان به معنی ۹ و نگری به معنی منطقه‌است).

## مکان‌های دیدنی
ساحل پورت دیکسون (Port Dickson), موزهٔ رویال سری منانتی (The Royal Museum of Seri Menanti), موزهٔ رمبائو (Rembau Museum), مجموعهٔ موزه‌ای استان نگری سمبیلان (Negeri Sembilan State Museum Complex), موزهٔ لوکوت (Lukut Museum), عمده فروشی‌های نیلای (Nilai Wholesale Center), مرکز کریستال سازی نیلای (Nilai Crystal), جنگل اولو بندول (Ulu Bendul Forest), مجموعهٔ صنایع دستی استان (State Crat Complex), موزهٔ ارتش (Army Museum), پارک آبی رمبا او (Rembau Wet World), حشرات شب تاب سونگای تیمون (Sungai Timon Fireflies)

## فرهنگ و معماری
این استان به داشتن فرهنگ مینانکابائو (Minangkabau) شهرت دارد و اثرات این فرهنگ در معماری ساختمان‌های این استان نیز به خوبی مشهود است: بام‌های شیروانی با شیب تند و تاج‌های تیز.

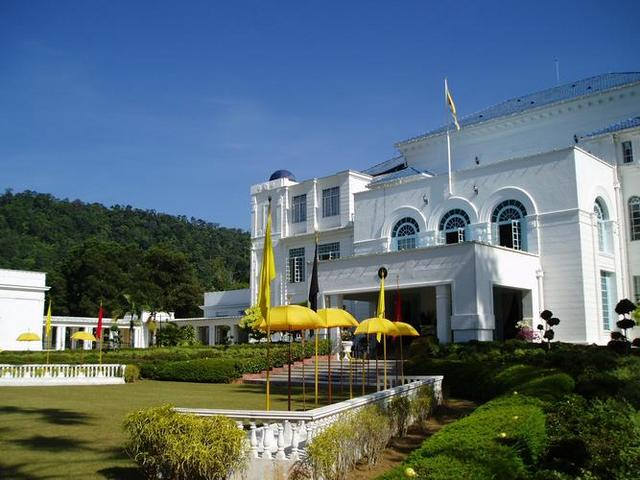

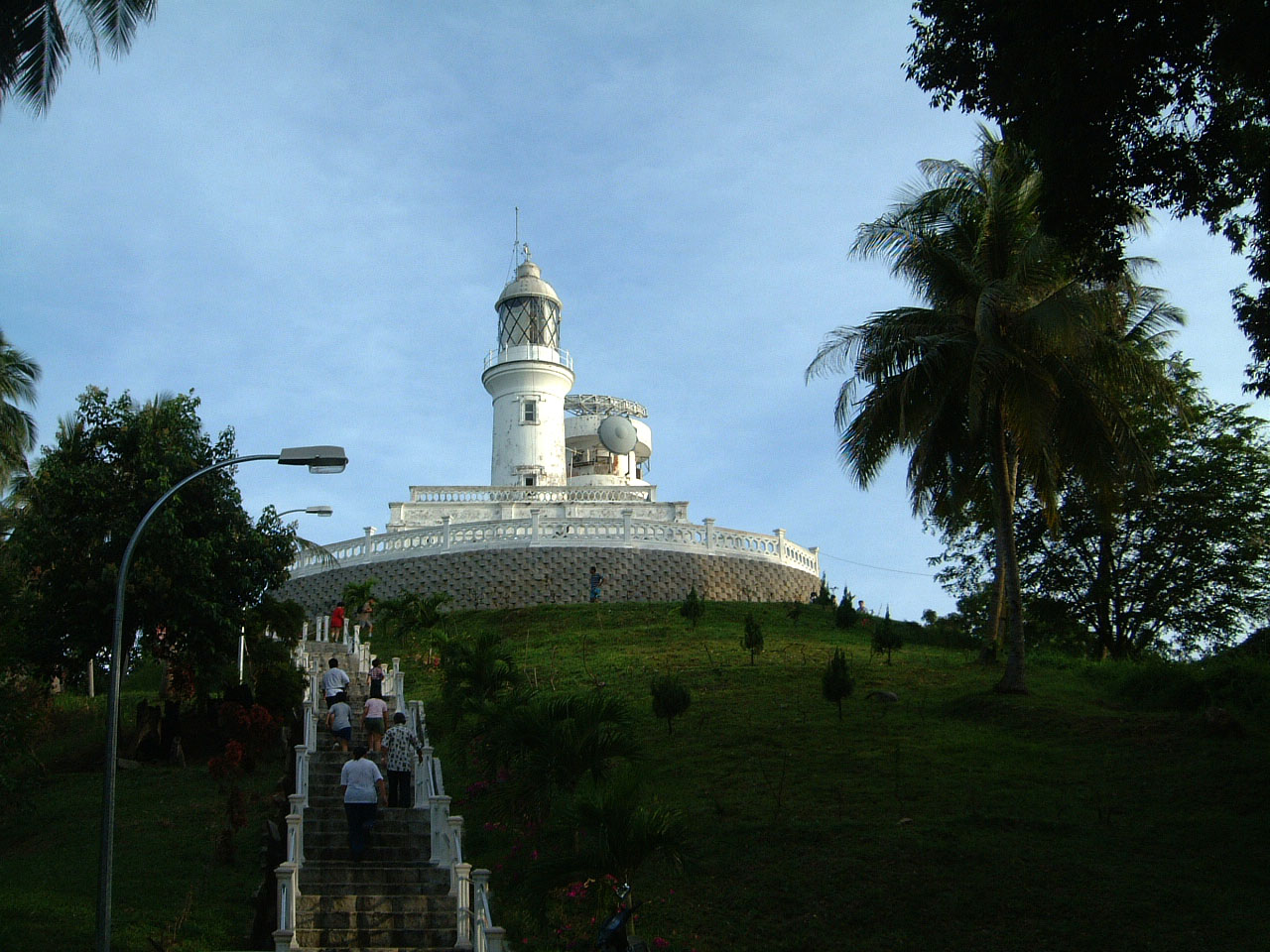
فانوس دریایی پورت دیکسون